# Scala dei Turchi
La Scala dei Turchi è una parete rocciosa (falesia) che si erge a picco sul mare lungo la costa di Realmonte, in provincia di Agrigento.
È diventata nel tempo un'attrazione turistica sia per la singolarità della scogliera, di colore bianco e dalle peculiari forme, sia a seguito della popolarità acquisita dai romanzi con protagonista il commissario Montalbano scritti dallo scrittore empedoclino Andrea Camilleri, essendo il comune immaginario di Vigata da inquadrare con Porto Empedocle.

## Geologia
La Scala è costituita di Trubi, una marna con un caratteristico colore bianco puro. Tale scogliera dal singolare aspetto si erge tra due spiagge di sabbia fine, per accedervi bisogna procedere lungo il litorale e inerpicarsi in una salita somigliante a una grande scalinata naturale di pietra calcarea. Una volta raggiunta la sommità della scogliera, il paesaggio visibile abbraccia la costa agrigentina fino a Capo Rossello.
Scala dei Turchi è un sito geologicamente noto anche perché è possibile riconoscere in maniera molto semplice le ciclicità legate alle variazione dei parametri orbitali. In particolare si possono ben correlare le variazioni di insolazione con cicli di mediamente 21.000 anni e le variazioni di eccentricità dell'orbita con cicli di mediamente, 100.000 anni. Questo ha consentito di effettuare delle datazioni con ordini di errore al più delle migliaia di anni.

## Nome

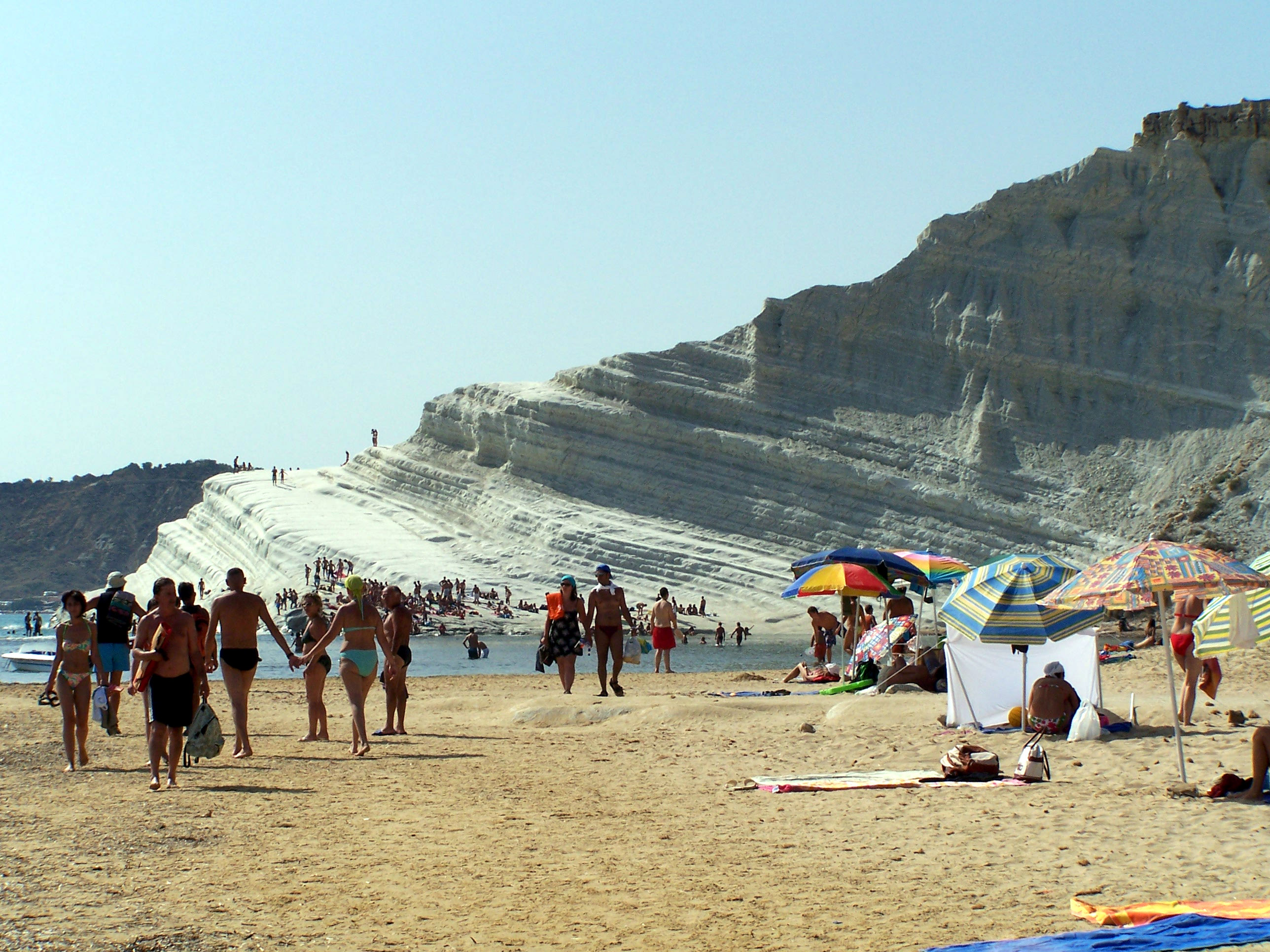
Spiaggia sabbiosa nei pressi della Scala dei Turchi.

La Scala dei Turchi presenta una forma ondulata e irregolare, con linee non aspre bensì dolci e rotondeggianti. Il nome le viene dalle passate incursioni di pirateria da parte dei saraceni, arabi e, per convenzione, turchi; i pirati turchi, infatti, trovavano riparo in questa zona meno battuta dai venti e rappresentante un più sicuro approdo.

## Vandalismo
L’8 gennaio 2022 la Scala dei Turchi è stata deturpata con polvere da intonaco rossa.